# Aucoumea klaineana

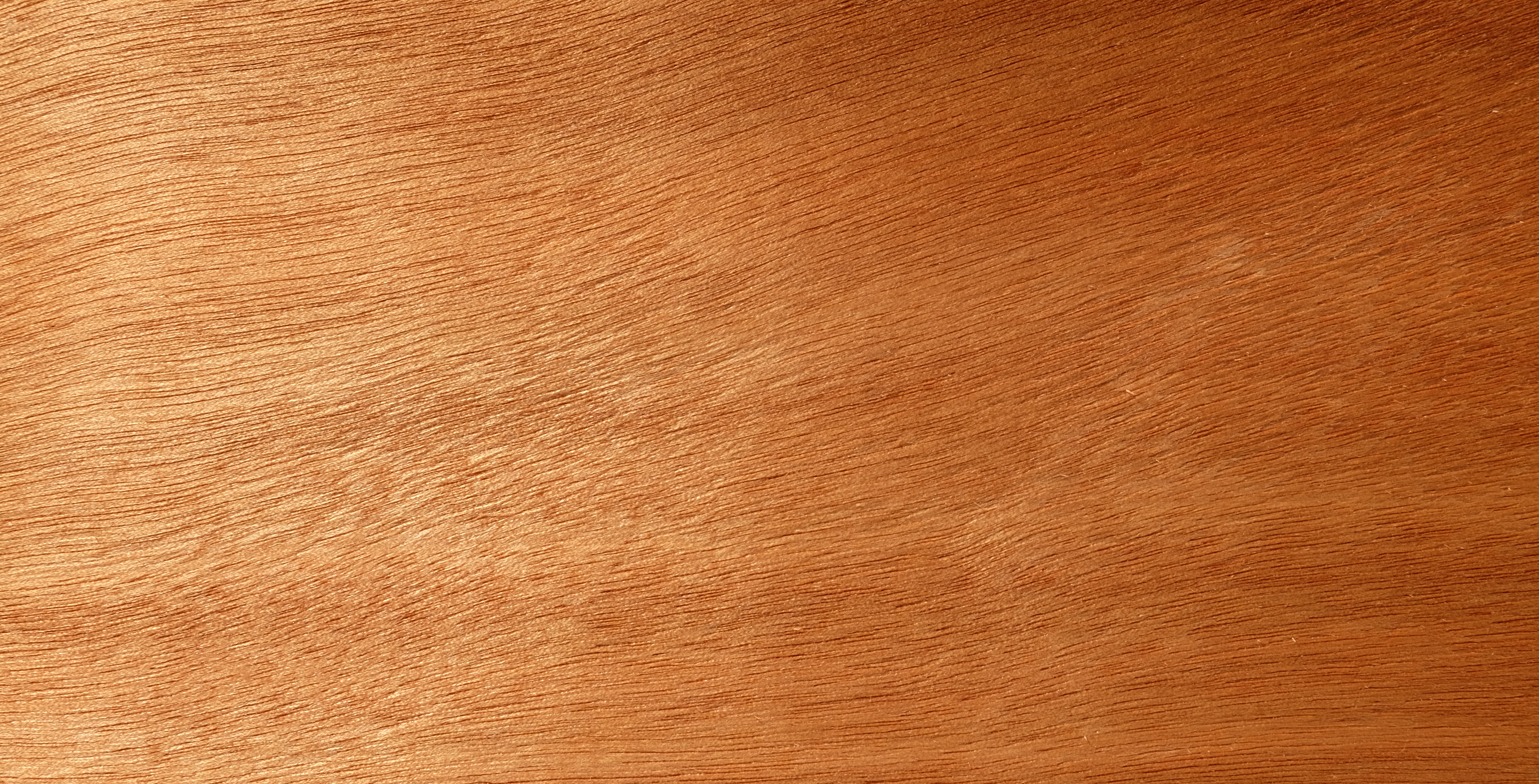
Okoumé (Aucoumea klaineana)

L’okumè (o okoumè) (Aucoumea klaineana Pierre, 1896) è un albero della famiglia delle Burseraceae, diffuso nelle foreste tropicali dell'Africa occidentale. È l'unica specie nota del genere Aucoumea.

## Distribuzione e habitat
L'areale di questa specie è limitato al Gabon e a piccole aree dei paesi confinanti (Camerun, Congo, Guinea Equatoriale, Gabon).

## Legname
L'okoumé è considerato come il legno più idrorepellente in assoluto; appartiene alla famiglia dei moganoidi e quindi si presenta di colore rosato, ma a differenza del mogano il costo è molto più contenuto.
Il Gabon è il principale produttore commerciale di tale essenza. Tra i principali importatori vi sono la Francia, l'Italia, Israele e il Giappone.

## Conservazione
La IUCN Red List classifica Aucoumea klaineana come specie vulnerabile.